# Monika Treut
Pour les articles homonymes, voir Monika et Treut.
Monika Treut est une réalisatrice allemande, née en 1954 à Mönchengladbach.

## Biographie
Tout en suivant des études de philologie et de politique à l'université Philipps de Marburg (1972-1978), elle commence à faire des vidéos. Elle entre à mi-temps au centre des médias de Berlin puis à Hambourg. En 1983, elle part filmer à New York. L'année suivante, elle monte une société de production à Hambourg avec Elfi Mikesch, "Hyäne I/II". En 1987, elle mène un travail théâtral avec le metteur en scène Werner Schroeter. Depuis 1990, des universités aux États-Unis l'invitent pour diffuser son enseignement. Elle y retrouve l'actrice pornographique-sexologue Annie Sprinkle, avec qui elle collabore. Elle intervient aussi dans des séminaires plus confidentiels sur le BDSM avec Sam Bourcier.
Ses films queer abordent des sujets tabou liés au sexe et au genre, en particulier le S/M (Verführung: Die grausame Frau d'après La Vénus à la fourrure de Leopold von Sacher-Masoch), le lesbianisme (Taboo Parlor) et la transidentité (Gendernauts). Les critiques ont comparé leur esthétique à celle de Fassbinder ou d'Araki. Ils ont recueilli de nombreux prix au festival du film gay et lesbien de Turin, au festival Mix Brasil de São Paulo, au Teddy-Jury de Berlin. Plusieurs rétrospectives de son travail ont eu lieu, notamment à la Cinémathèque Ontario de Toronto en 1993, au Musée d'art moderne de Cleveland en 1999, et au festival de film de femmes à Bologne en 2000.

## Filmographie
- 1985 : Verführung: Die grausame Frau avec Sheila McLaughlin, Udo Kier, 84 min, Allemagne.
- 1988 : Die Jungfrauenmaschine (Virgin Machine), 85 min, Allemagne.
- 1991 : My Father is Coming, 82 min, avec Annie Sprinkle, Allemagne.
- 1992 : Female Misbehaviour (de), courts métrages, avec Annie Sprinkle, Camille Paglia, Allemagne-États-Unis.
- 1994 : Taboo Parlor, moyen métrage du film en 4 segments Érotique, États-Unis.
- 1997 : Didn't do it for Love (de), documentaire, avec Eva Norvind, États-Unis.
- 1999 : Gendernauts, avec Max Wolf Valerio, Sandy Stone, 86 min.
- 2001 : Kriegerin des Lichts (de), avec Yvonne Bezerra de Mello, Alavaro Bezerra de Mello, 91 min.
- 2003 : Begegnung mit Werner Schroeter, avec Werner Schroeter.
- 2004 : Jump Cut: A Travel Diary, avec Monika Treut, 78 min.
- 2005 : Tigerwomen Grow Wings, avec Justine Chen, Yin-jung Chen, Li Ci, 83 min.
- 2005 : Made in Taiwan, documentaire télévisé pour ZDF/3-sat.
- 2009 : Ghosted/Dazwischen/Ai-Mei, coproduction avec PTS-TV, Taiwan et ZDF/3-sat coécrit avec Astrid Ströher, Première à la Berlinale section Panorama le 7 février 2009[2]
- 2014 : Von Mädchen und Pferden
- 2016 : Zona Norte (documentaire)
- 2021 : Genderation (de)

## Monographie
En 2007, Monika Treut va sortir un livre sur son œuvre "Monika Treut und ihre Filme" écrit en collaboration avec Marcus Stiglegger.

## Participation à des jurys professionnels
- 1990 Canadian Film Award, International Film Festival Toronto
- 1996 International Filmfestival „Feminale“ Cologne, Germany
- 2001 Manfred-Salzgeber-Award: International Film Festival Berlin
- 2001 NDR-Jury, Nordisk Filmfestival, Luebeck, Germany
- 2002 Feature Film Jury, Festival Internationale Cinema, Torino, Italy
- 2003 Joris –Ivens-Award, International Documentary Film Festival Amsterdam (IDFA)
- 2003 Golden Horse Film Festival, Taipei, Taiwan
- 2007 Monika Treut a été membre du jury du film indépendant à la Berlinale (Festival International du Film de Berlin) 2007 et à ce titre a remis le Femina Film Preis qui est une récompense offerte par la Guilde des réalisatrices allemandes dont elle est membre.

## Rétrospectives
- Mars 1991 : Brown University, Providence, Rhode Island
- Août 1991 : Cambridge (UK) International Filmfestival
- Août 1992 : Espoo International Filmfestival, Helsinki, Finland
- Octobre 1992 : UC Santa Barbara, California
- Mars 1993 : Directors Guild Theatre, Los Angeles
- Novembre 1993 : Cinematheque Ontario, Toronto
- Juin 1996 : Copenhagen, Cultural Capital of Europe
- Septembre 1998 : International ILGA Film Festival Lisbon
- Oct. 1998 : NINON, First Womens Filmfestival Mexico City
- Mai 1999 : Cinematheque Stuttgart
- Novembre 1999 : MixBrasil, Sao Paolo
- Mars 2000 : Cinematheque Hamburg
- Mars 2000 : Womens Filmfest Bologna, Italy
- Septembre 2000 : German Women Artist Award, Cologn
- Mai 2001 : Cambridge (UK) Arts Picture House
- 2002 mars : Images of the 21st Century, IDF Thessaloniki
- 2002 septembre : Women Make Waves Filmfestival, Taipei, Taiwan
- 2005 septembre : Cornell University Cinema, Ithaca, New York
- 2005 novembre : Mezipatra Filmfestival Prague
- 2007 : Une rétrospective des 25 ans de l'œuvre de Monika Treut aura lieu à Hambourg en novembre 2007. Cette rétrospective a été financée par le Film Förderung Hamburg. Elle s'intitule "Monika Treut, 25 Jahre transgressive Filmarbeit, 1982 - 2007".

## Enseignement et conférences
Monika Treut multiplie depuis de nombreuses années ses interventions pédagogiques en tant que professeur (études germaniques et cinématographiques), en tant que professionnelle du cinéma (partage d'expériences sur les volets production, écriture et réalisation) ainsi qu'en qualité d'artiste (art contemporain, images en mouvement, vidéaste) :
- Novembre 1990, conférence, York University, Toronto
- Mars 1991, Brown University, plusieurs interventions, RI
- Octobre 1992, UC Santa Barbara, plusieurs interventions, CA
- Mars 1993, University of Buffalo, intervention à une conférence, NY
- Fev.1995-Mai 1995, scénariste invité Hollins College, VA
- Mars 1995, conférence au sein du département "German Studies", Davidson College, NC
- Avril 1995, intervention au Chapel Hill University, NC
- Août 1995, conférencière invitée, Cornell University, Ithaca, NY
- Novembre 1995, conférencière invitée, DAAD grant, Vassar College, Poughkeepsie, NY
- Novembre 1995, conférencière invitée, Dartmouth College, Hanover, NH
- Mars 1996, conférencière invitée, U Texas, Austin and San Antonio, TX
- Sept - Dec 1996, professeur invité (Etudes germaniques et cinéma) Vassar College, NY
- Mars 1998, conférencière invitée UC Berkeley, CA
- Sept.-Dec 1998, professeur invité, DAAD grant, UC San Diego, CA
- Juin 1999, intervention lors de conférence, Chicago University, ILL
- Janvier 2000, cinéaste invité au San Francisco Art Institute, CA
- Septembre 2000, conférencière Ars Electronica, Linz, Austria
- Mars 2001, cinéaste invité, San Francisco Art Institute, CA
- Octobre 2001, conférence Carnegie Mellon, Pittsburgh, PA
- Sept-Oct. 2002, cinéaste invité, Max-Kade-Grant, UI Chicago, Ill.
- Septembre 2002, conférence à l'Université Nationale de taiwan, Taipei, Taiwan
- Décembre 2002, conférence & projections Auckland University, Newzealand
- Mai 2003, conférence & projections Museum of Art, Graz, Culture Capital 2003
- Sept.-Oct. 2005, artiste en résidence, Cornell-University, New York
- Octobre 2005, conférence & projections Dartmouth College, New Hampshire
- Octobre 2005, conférence & projections Boston University, Massachusetts
- Novembre 2005, conférence & projections Film University, Prague (FAMU)
- Juin 2007, conférence à l'Université Nationale de Taiwan, Taipei, Taiwan

## Participation à des groupements professionnels
- Membre de l'association "Femmes du Cinéma", Allemagne, (1988 – aujourd'hui)
- Membre de AG dok (réalisateurs de documentaire en Allemagne), (2000- aujourd'hui)
- Membre de l'Académie du Film Allemand (depuis 2007)

## Organisation ou programmation de festivals
- Coprogrammatrice du Festival International du Film de Cambridge UK (2004 – aujourd'hui) où elle est chargée de la sélection des films germaniques.

## Engagements humanitaires
Supporter à vie de „PROJETO UERE“, une organisation humanitaire visant à aider les enfants des rues à Rio de Janeiro, Brésil, fondée par Yvonne Bezerra de Mello.